# وادي فيق
وادي فيق بكسر الفاء وسكون الياء بعدها قاف، وادي زراعي جميل يقع جنوب شرقي الباحة بمسافة أربعة عشر كيلاً- ويمر طريق الباحة بلجرشي، من وسط هذا الوادي ،ويشتهر هذا الوادي بزراعة العنب الجيد وبكثرة مياهه الجارية والمتسربة من جبال بني ظبيان الجنوبية الغربية، ويبعد عن شفا بني حدة – الواقع منه في الجنوب الغربي بثلاثة اكيال وتقع على جوانبه بعض القرى. 